# 哈里亞
哈里亞，是尼泊爾一種債奴，負債的人在別人田地工作償債。哈里亞在全國也有但西部山區最多(當地土瘠少雨農作不易)。
在2008年9月尼泊爾政府廢止了哈里亞制度但效果成疑。